# Patricia Tallman
Patricia Tallman (ur. 4 września 1957 w USA) – amerykańska aktorka.